# КПВ (футбольный клуб)
«Кокколан Палловеикот» (КПВ) — футбольный клуб из города Коккола на западе Финляндии. Основан в 1930 году. Домашние матчи проводит на стадионе «Кокколан», вмещающем 3 000 зрителей. Чемпион Финляндии 1969 года. В настоящее время играет в Юккёнене.

## История
Клуб был основан в 1930 году. «КПВ» считается клубом финноязычных жителей Кокколы, в то время как их сосед «ГБК» рассматривается как клуб шведскоговорящего населения.
После продолжительных выступлений во втором дивизионе в 1966 году «КПВ» удалось прорваться в высшую лигу Финляндии. Там команда смогла быстро закрепиться. Наибольшим успехом был выигранный чемпионат в 1969 году с трёхочковым преимуществом перед «КуПС». Кроме того, в 1973 году клуб занял второе место и ещё в двух сезонах — третье. В 1979 году команда была близка к вылету из высшей лиги, но всё-таки смогла обеспечить себе прописку в элите. Однако, через год команда покинула высший дивизион. После того, как «КПВ» закончил сезон на последнем месте, команда была понижена в классе после 14 лет в элите.
Дважды, в 1981 и 1989 годах, «КПВ» поднимался в высшую лигу, однако, клуб не мог удержаться там надолго. В сезоне 1995 года клуб впервые вылетел в третий дивизион. В 1998—1999 годах клуб снова играл во втором дивизионе, затем до 2004 года выступал в третьем, в последнее время до 2011 года команда выступала во втором дивизионе, но вылетела, заняв 12-е место. В сезоне 2009 года команда приняла участие в плей-офф за повышение в первый дивизион, но не смогла одалеть «Ювяскюлю».
В кубке Финляндии «КПВ» дважды достигал финала: в 1982 году, играя во втором дивизионе, и в 2006 году. Оба финала были проиграны: в 1982 году со счётом 2:3 против «Хаки» и в 2006 году с минимальным счётом против ХИКа.
«КПВ» также дважды выступал на международной арене. Выиграв чемпионат, клуб вышел в Кубок европейских чемпионов УЕФА 1970/71, в первом раунде со счётом 0:9 и 0:5 соответственно он был разгромлен «Селтиком»; как команда, занявшая второе место, «КПВ» играл в первом раунде Кубка УЕФА 1974/75, где со счётом 1:5 и 1:4 проиграл «Кёльну».
В сезоне 2018 «КПВ» занял 2 место в Юккёнене, в стыковых матчах победил «ТПС» и вышел в Вейккауслигу.
В сезоне 2019 «КПВ» занял 11 место в Вейккауслиге, в стыковых матчах снова играл с «ТПС», но на этот раз проиграл и вылетел обратно в Юккёнен.

## Достижения
Вейккауслига
- Чемпион (1): 1969
- Серебряный призёр (1): 1973
- Бронзовый призёр (2): 1971, 1975

Кубок Финляндии
- Финалист (2): 1982, 2006

## Статистика выступлений с 1999 года
| Сезон | Ранг | Турнир       | Место | И  | В  | Н | П  | ГЗ | ГП | Очки |
| ----- | ---- | ------------ | ----- | -- | -- | - | -- | -- | -- | ---- |
| 1999  | 2    | Юккёнен      | 9     | 26 | 7  | 7 | 12 | 35 | 48 | 28   |
| 2000  | 3    | Какконен     | 6     | 22 | 9  | 6 | 7  | 49 | 47 | 33   |
| 2001  | 3    | Какконен     | 5     | 20 | 8  | 5 | 7  | 33 | 32 | 29   |
| 2002  | 3    | Какконен     | 2     | 22 | 16 | 1 | 5  | 60 | 27 | 49   |
| 2003  | 3    | Какконен     | 4     | 20 | 8  | 5 | 7  | 38 | 36 | 29   |
| 2004  | 3    | Какконен     | 1     | 20 | 15 | 1 | 4  | 48 | 13 | 46   |
| 2005  | 2    | Юккёнен      | 4     | 26 | 13 | 2 | 11 | 36 | 29 | 41   |
| 2006  | 2    | Юккёнен      | 9     | 26 | 8  | 9 | 9  | 42 | 47 | 33   |
| 2007  | 2    | Юккёнен      | 10    | 26 | 8  | 7 | 11 | 27 | 46 | 31   |
| 2008  | 2    | Юккёнен      | 6     | 26 | 10 | 8 | 8  | 37 | 36 | 38   |
| 2009  | 2    | Юккёнен      | 2     | 26 | 15 | 6 | 5  | 32 | 25 | 51   |
| 2010  | 2    | Юккёнен      | 4     | 26 | 14 | 5 | 7  | 43 | 31 | 47   |
| 2011  | 2    | Юккёнен      | 12    | 24 | 4  | 4 | 16 | 19 | 58 | 16   |
| 2012  | 3    | Какконен     | 7     | 24 | 7  | 7 | 10 | 30 | 39 | 28   |
| 2013  | 3    | Какконен     | 6     | 27 | 11 | 4 | 12 | 47 | 48 | 37   |
| 2014  | 3    | Какконен     | 6     | 27 | 9  | 7 | 11 | 28 | 35 | 34   |
| 2015  | 3    | Какконен     | 1     | 27 | 18 | 4 | 5  | 63 | 35 | 58   |
| 2016  | 2    | Юккёнен      | 5     | 27 | 11 | 6 | 10 | 40 | 43 | 39   |
| 2017  | 2    | Юккёнен      | 3     | 27 | 12 | 9 | 6  | 42 | 26 | 45   |
| 2018  | 2    | Юккёнен      | 2     | 27 | 16 | 4 | 7  | 44 | 26 | 52   |
| 2019  | 1    | Вейккауслига | 11    | 27 | 7  | 4 | 16 | 32 | 47 | 25   |

## Инфраструктура
Клуб содержит одну мужскую и женскую команду, десять команд для мальчиков и семь для девочек. У клуба также есть своя академия и футбольная школа.